# Xã Green Valley, Quận Holt, Nebraska
Xã Green Valley (tiếng Anh: Green Valley Township) là một xã thuộc quận Holt, tiểu bang Nebraska, Hoa Kỳ. Năm 2010, dân số của xã này là 79 người.